# 香港公營醫療
香港的公營醫療是指由香港特區政府或公營機構（主要為醫院管理局及衞生署）為基層階層提供之安全網基本醫療，旨在確保所有人皆可得到醫療服務，是香港社會保障四大支柱之一。
香港公營醫療主要由醫院管理局及衞生署提供。其形式简单的参考了英国的NHS系统：治疗通常只收取象徵式費用，領取綜援者和貧窮者可申請免費。另外還有適用於中小學學童之學童保健計劃及學童牙科保健計劃，看病只須付少量藥費。手術器材需自費，如心臟起搏器、血管再成形術（俗稱「通波仔」）內的支架和器材，價格數萬港幣起。
自藥物名冊制度，部份較新或較昂貴不在保障之內，選擇使用者要自行付費。亦有部份病如黏多醣症患者需自行付費用藥。曾發生要先交2萬港元藥費才可做緊急手術,而黏多醣症負擔不起數以百萬藥費或癌症病者沒最新藥物亦只可等待死亡，肝病患者如沒自費藥物不能得到較好治療
或較佳康復。
現時普通科病房病床每天收費120港元，急症室收費則為180港元（如擁有香港特區身份證）。
2019年建立地區康健中心加強基層醫療健康，首個地區康健中心位於葵青，地區康健中心的啟用是改變香港醫療系統的新一步，透過非政府營運機構及社區內的私營服務網絡，地區康健中心會專注於第一、第二及第三層預防。地區康健中心每年的營運費用為約1億元，全數由政府負責。在指導及監督方面，食衞局已委任地區康健中心管治委員會，向局長匯報地區網絡運作、服務提供及發展，並定期進行公眾諮詢，收集區內居民意見以改善服務。
2022年6月，醫院管理局計劃推出「大灣區醫生交流計劃」，引入粵港澳大灣區三甲醫院的資深醫生來香港為市民提供服務，希望首批有5至10名醫生，在港工作時間不超過1年。

## 另見
- 醫院管理局
- 香港衞生署
- 醫務衞生局